# Pixel (Poznań)
Pixel – biurowiec zlokalizowany w Poznaniu przy ul. Grunwaldzkiej 182 na Raszynie na osiedlu samorządowym Grunwald Południe. Stanowił siedzibę główną przedsiębiorstwa Allegro.
Sześciopiętrowy obiekt został zaprojektowany przez pracownię JEMS Architekci (za aranżację wnętrz odpowiada studio Ultra Architects). Inwestorem był fundusz inwestycyjny Garvest. Biurowiec został oddany do użytku w 2013. W tym samym roku otrzymał nagrodę architektoniczną Jana Baptysty Quadro. Wiele elementów wyposażenia wnętrz w budynku zostało zakupionych na aukcjach w Allegro. Docelowo stanowić ma miejsce pracy ponad tysiąca osób. Planowane jest postawienie w okolicy czterech kolejnych, podobnych budynków. Według Piotra Kostki, prezesa poznańskiego SARP-u, jest to rzadki przykład przyjaznego biurowca, charakteryzujący się przede wszystkim nieszablonowością i ciepłem. W budynku, oprócz biur i sal konferencyjnych, znajduje się przedszkole. Od północy bryła  ma spokojną i płaską fakturę, natomiast od strony południowej na jej elewację składają się liczne, dwukondygnacyjne loggie, dzięki którym budynek uzyskał wygląd szachownicy. Całość uzupełnia wykończenie szlachetnym drewnem.

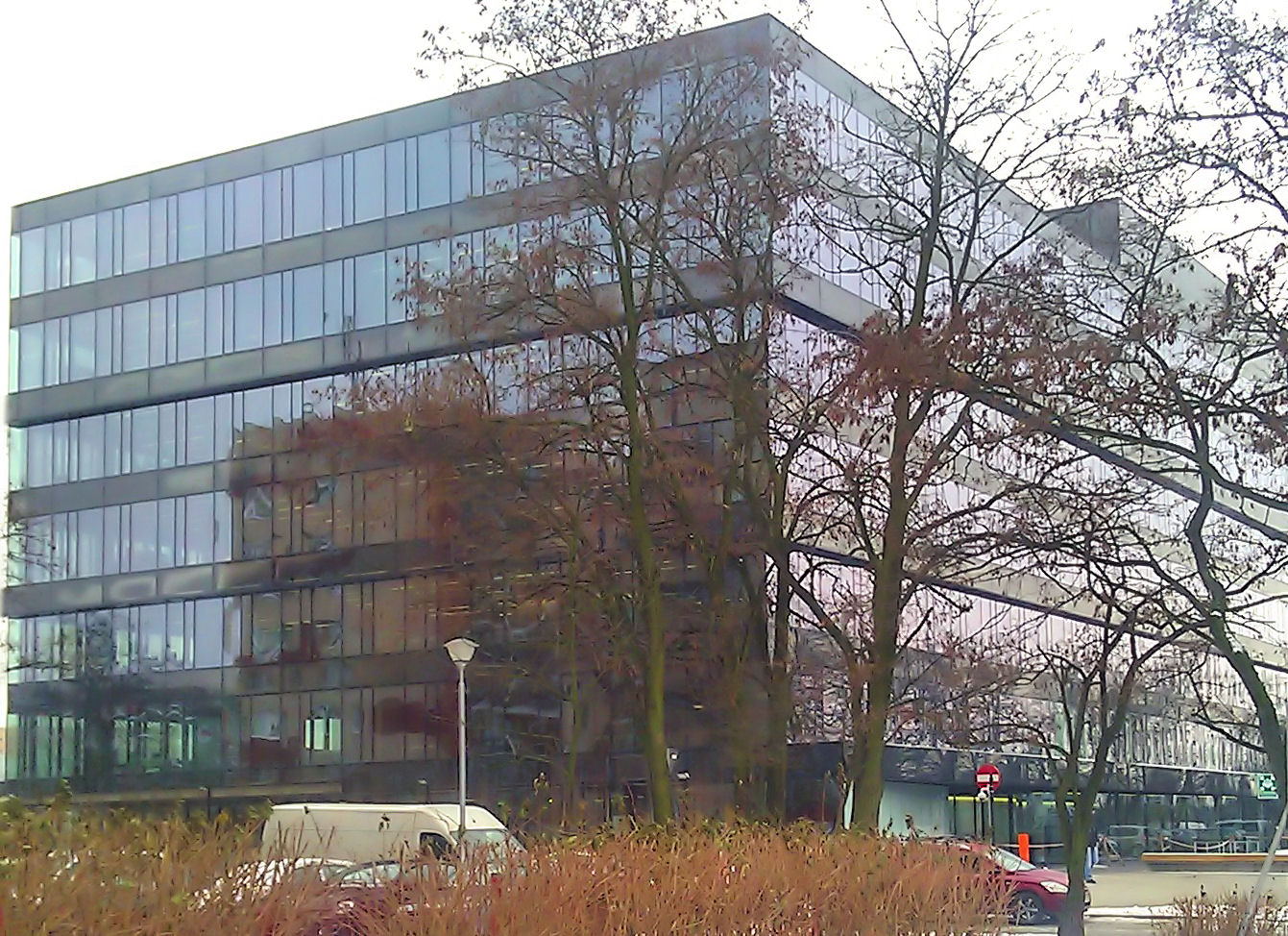
Film przedstawiający budynek od strony tarasów
- Budynek od strony ulicy Grunwaldzkiej
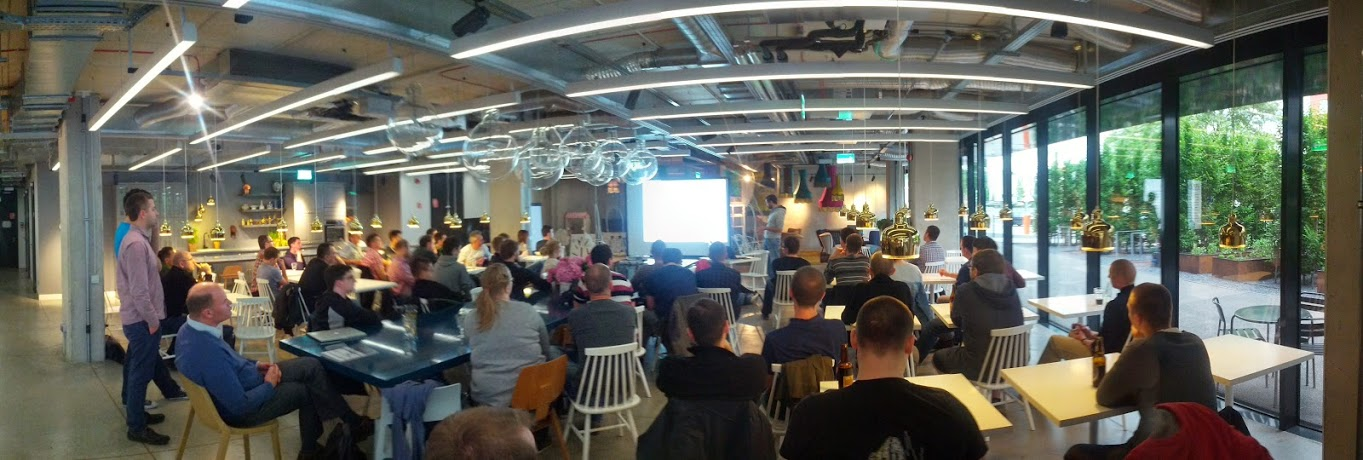
Wnętrze restauracji „Jadalnia”